# Imbet
Imbet est un village du Cameroun situé dans le département du Haut-Nyong et la région de l'Est.
Il fait partie de la commune de Nguelemendouka.

## Population
Lors du recensement de 2005, Imbet comptais 463 habitants.
Selon le Plan Communal de Développement de Nguelemendouka (2012), la population locale était de 526 personnes.

## Développement
Selon le Plan Communal de Développement de Nguelemendouka (2012), plusieurs mesures ont été envisagées pour le développement d'Imbet.
1. Construction et affectation du personnel dans les différents postes agricoles
2. Construction et équipement d'infrastructures dans l'école primaire d'Imbet
3. Construction d'une pépinière agricole (Cacao, café, banane/plantain)
4. Création, construction et équipement des centres de santé
5. Construction de 2 points d’eau
6. Extension du réseau électrique